# 在臺日人漢詩
在臺日人漢詩，是指1895-1945年間，在臺灣的日籍作家所寫的漢詩，或是離臺後所寫與臺灣有關漢詩。

## 背景
日本漢學主要傳承自中國六朝、隋、唐，具有悠久的歷史。明治維新以後，西方思想導入日本各界，造成明治時代傳統儒學衰落，但卻也因此解除了儒學對於詩歌創作的束縛，出現了明治時代初期，漢詩創作的興盛與繁榮。 
自1895年日本統治臺灣至1945年，有大批具有漢學素養的日籍詩人在臺灣活動，他們或在臺灣工作，或來臺灣旅遊。來臺後或自成社群，或另籌組新的文學社團，或與臺灣在地的文人結合，以漢文為媒介，交流唱和，留下大量的詩歌作品。 這些日本漢詩人，以跨國的視角記錄臺灣的山川草木、風俗習尚、飲食物產、社會變遷，別具特色。  
此外，由於二十世紀初，臺灣道路開通、鐵道鋪設，交通便利與印刷術發達，帶來報刊媒體的蓬勃，訊息的快速流通，以及文人的空間移動，這些因素皆是造成日治時期臺灣漢詩蓬勃發展的條件。 
以臺灣文學館所執行的「在臺日人漢詩蒐集整理計畫」為例，在臺日人漢詩的範疇，大抵為：日籍作家在日治時期在臺灣創作的漢詩；日籍作家在日治時期在臺灣以外發表、創作，但內容與臺灣有關的漢詩；日籍作家在日治時期在臺灣報紙、期刊發表的漢詩，包括離臺後發表於臺灣報刊者；日籍作家在日治時期在臺灣出版的漢詩集。 

## 作家和作品
1895年至1945年間在臺灣活動的日本漢詩人，其作品的出版地點，有在臺灣者，有在日本者。作品的類型，有單一詩人的別集，也有多位詩人的合集。並有更多未被結集成冊、僅發表於日治時期報紙和期刊的作品。作家及相關作品如下：早川直義《如矢文集》、原田春境《采詩集》、石川戈足（1847-1927）《稗海楂程》、《海上唱和集》、土居通豫（1850-1921）《征臺集》、《仙壽山房詩文鈔》、水野遵（1850-1900）《大路水野遵先生》、加藤重任（1851-1904）《雪窗遺稿》、中村忠誠（1852-1921）、籾山衣洲（1855-1919）《南菜園唱和集》、小野田三徑（1857-1932）《小野田三徑遺集》、三屋清陰（1857-1945）、国分青崖（1857-1944）《青厓詩存》、伊藤貞次郎（1859-1923）《劍潭餘光》、館森鴻（1863-1942）《鳥松閣唱和集》、青山鉞四郎（1864-？）《臺灣雜詠》、小泉政以（1867-1909）《盜泉詩稿》、持地六三郎（1867-1923）《臺灣游草》、鷹取峻（1869-1933）《岳陽百疊韻詩》、尾崎秀真（1874-1949）、久保天隨（1875-1934）《澎湖遊草》、《琉球游草》、《秋碧吟廬詩鈔》、《閩中遊草》、關口隆正《臺灣歷史歌》、山形脩人《葯煙集》、住江敬義《江瀕軒唱和集》、宇阿坊《臺灣睡氣差魔詩》、猪口安喜《東閣倡和集》等。

## 在文學史上的價值和地位
從廣義的文學史觀來看，曾經在臺灣這塊土地發生的文學，都屬於臺灣文學，都能反映三百多年來臺灣多元的文化意涵。臺灣被日本殖民，使得臺灣的古典文學與日本的漢文學產生了交集，這是值得被關注的文學史。 
從作品內容來看，這些作品有日籍詩人與臺灣文人的唱和交流，有個人抒情言志，有對臺灣山川草木、風俗習尚、飲食物產、社會變遷的觀察書寫，這些都是日治時期臺灣文學的一部分。透過這些作品，可以瞭解其中的文化差異與殖民視角 ，也有助於瞭解日治時期臺灣的這幾個面向：包含臺灣風土民俗的觀察記錄、紀行與旅遊書寫、殖民現代性思維的傳播、政治理念的宣揚、漢文交流的多重意涵。